# Assay (Indre-et-Loire)
Assay település Franciaországban, Indre-et-Loire megyében. Lakosainak száma 173 fő (2022. január 1.). Assay Champigny-sur-Veude, Lémeré, Ligré, Marçay, Ceaux-en-Loudun és Pouant községekkel határos.

## Népesség
A település népességének változása:
| Lakosok száma | 225  | 168  | 173  | 178  | 159  | 159  | 166  | 166  | 166  | 173  |
|               | 1968 | 1982 | 1990 | 2006 | 2013 | 2015 | 2017 | 2019 | 2020 | 2022 |